# Tinospora bakis
Tinospora bakis är en tvåhjärtbladig växtart som först beskrevs av Achille Richard, och fick sitt nu gällande namn av John Miers. Tinospora bakis ingår i släktet Tinospora och familjen Menispermaceae. Inga underarter finns listade i Catalogue of Life.